# Ivanovka (Kaliningrad)
Ivanovka (Ивановка) is een dorp met ongeveer 150 inwoners in de Russische oblast Kaliningrad.
Tot 1945 lag het huidige Ivanovka in het Duitse Oost-Pruisen. Op het grondgebied lagen een aantal landgoederen en kleine gemeenten. De landgoederen waren Adlig Bärwalde, Adlig Bielkenfeld, Imbärwalde, Friedrichsburg en de gemeenten Alt Pustlauken, Groß Bärwalde, Groß Pöppeln, Klein Bärwalde en Neu Bärwalde.
Adlig Bielkenfeld is de geboorteplaats van Colmar von der Goltz, generaal-veldmaarschalk van het Duitse Keizerrijk. Vanaf 1916 kreeg het landgoed de naam Adlig Goltzhausen, vernoemd naar von der Goltz.
In 1945 het gebied door het Rode Leger veroverd en door de Sovjet-Unie geannexeerd, waarbij het de naam Ivanovka kreeg.